# Actes constitutionnels du régime de Vichy
Pour les articles homonymes, voir Vichy (homonymie).
Les actes constitutionnels du régime de Vichy sont douze actes constitutionnels promulgués entre le 11 juillet 1940 et le 26 novembre 1942 par le maréchal Pétain sur la base des pleins pouvoirs que lui confère la loi constitutionnelle du 10 juillet 1940, par lesquels il organise provisoirement le régime de Vichy sans promulguer de nouvelle Constitution. Ils abrogent plusieurs articles des lois constitutionnelles de 1875 qui fondaient la IIIe République.
Tous ces actes ont été déclarés nuls et non avenus par l'ordonnance du 9 août 1944 relative au rétablissement de la légalité républicaine, à la Libération de la France.

## Liste des actes
- Acte constitutionnel no 1 du 11 juillet 1940, désignation du chef de l'État[a]
- Acte constitutionnel no 2 du 11 juillet 1940, fixant les pouvoirs du chef de l'État français[a]
- Acte constitutionnel no 3 du 11 juillet 1940, prorogeant et ajournant les Chambres[a]
- Acte constitutionnel no 4 du 12 juillet 1940, relatif à la suppléance et à la succession du chef de l'État[b]
- Acte constitutionnel no 5 du 30 juillet 1940, relatif à la Cour suprême de justice[c]
- Acte constitutionnel no 6 du 1er décembre 1940, déchéance d'un parlementaire[d]
- Acte constitutionnel no 7 du 27 janvier 1941, statut des secrétaires d'État, hauts dignitaires et hauts fonctionnaires[e]
- Acte constitutionnel no 8 du 14 août 1941, serment de fidélité des militaires[f]
- Acte constitutionnel no 9 du 14 août 1941, serment de fidélité des magistrats[f]
- Acte constitutionnel no 10 du 4 octobre 1941, serment de fidélité des fonctionnaires[g]
- Acte constitutionnel no 11 du 18 avril 1942, création d'un chef de gouvernement[h]
- Acte constitutionnel no 12 du 17 novembre 1942, promulgation des lois et décrets par le chef du gouvernement[i]

Acte constitutionnel no 2 du 11 juillet 1940 aux Archives nationales
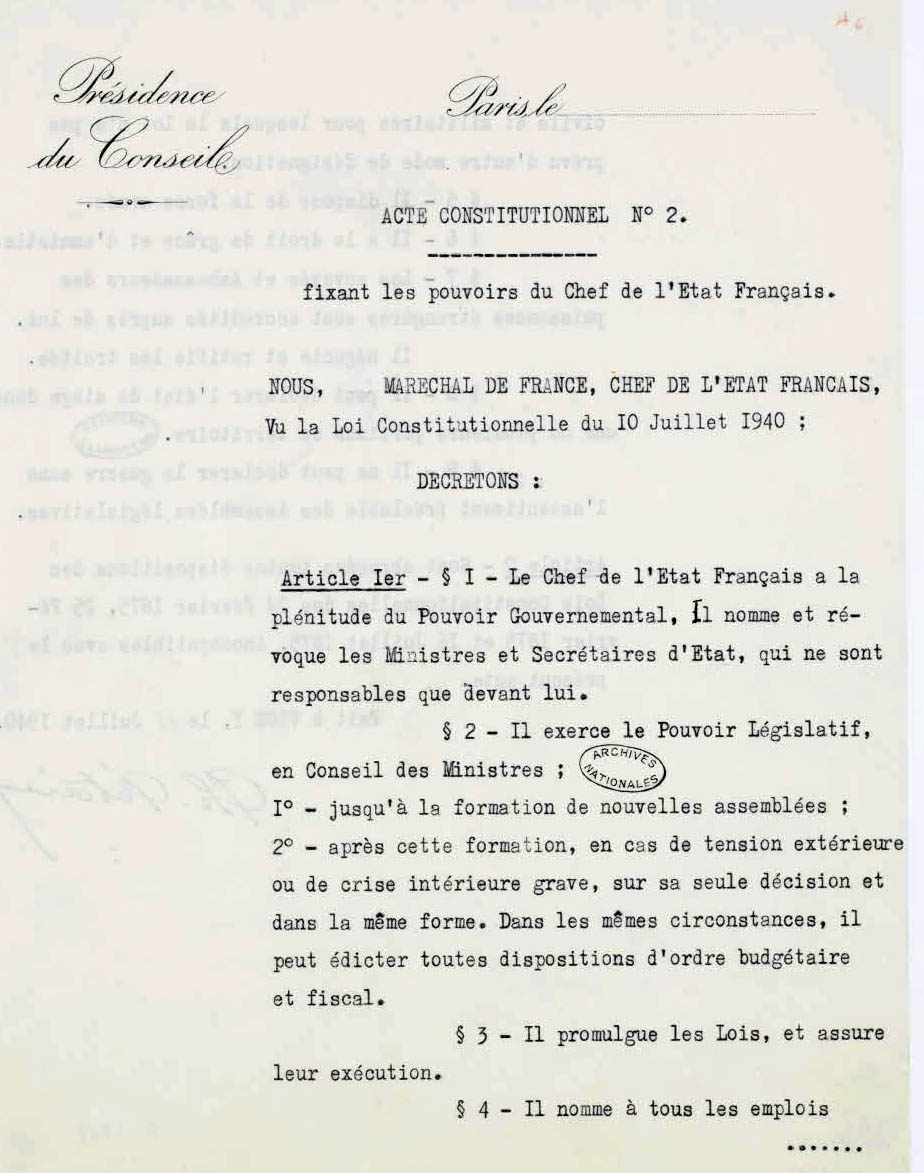
Page 1.
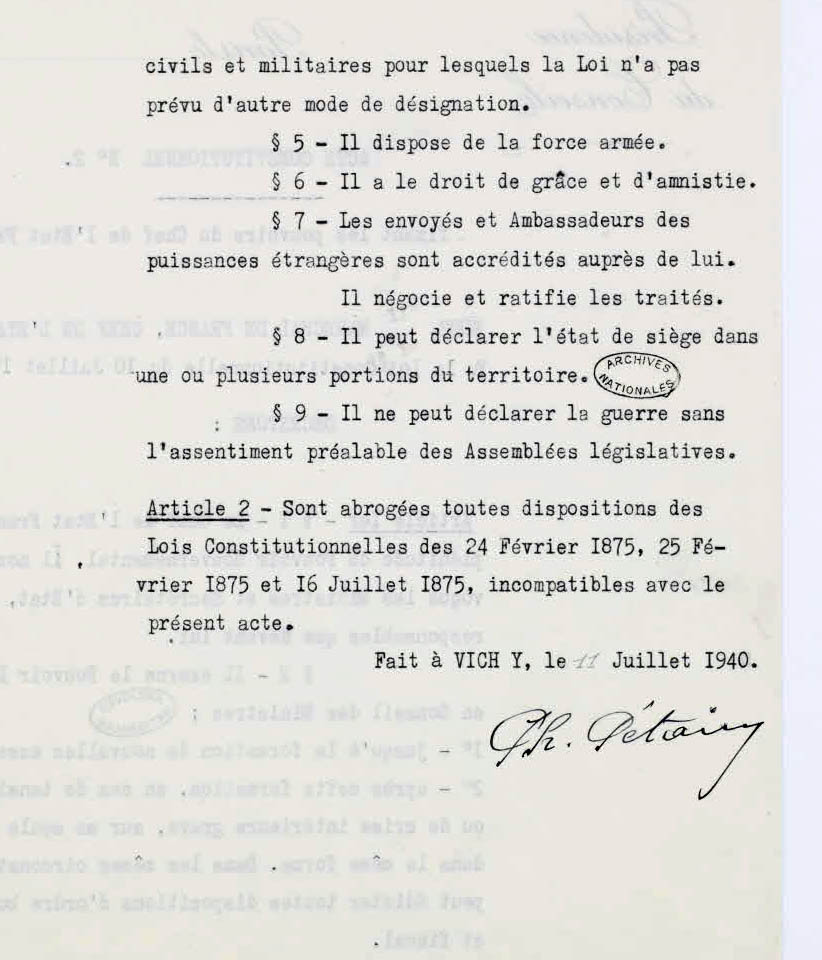
Page 2.

## Révision des actes constitutionnels
- Acte constitutionnel no 4 bis du 24 septembre 1940, relatif à la suppléance et à la succession du chef de l'État[j]
- Acte constitutionnel no 4 ter du 13 décembre 1940, relatif à la suppléance et à la succession du chef de l'État[k]
- Acte constitutionnel no 4 quater du 10 février 1941, relatif à la suppléance et à la succession du chef de l'État[l]
- Acte constitutionnel no 4 quinquies du 17 novembre 1942, relatif à la suppléance et à la succession du chef de l'État[i]
- Acte constitutionnel no 12 bis du 26 novembre 1942, autorisant le chef du Gouvernement (Laval) à exercer seul le pouvoir législatif[m]